# Petr a Pavel Orm
Petr a Pavel Orm, též zkráceně ORM, je společná umělecká značka (pseudonym) hudebníků, skladatelů a producentů Petra Dvořáka a Pavla Růžičky, kteří někdy bývají mylně považováni za sourozence.
Oba patří mezi průkopníky syntezátorové hudby a používání počítačů na české hudební scéně. Skládají populární písně i hudbu k filmům a televizním seriálům (Sanitka, Pojišťovna štěstí). Pro kapelu Lucie napsali a produkovali hit Šrouby do hlavy. Podíleli se i na tvorbě znělek pro Českou televizi (znělky ČT1, ČT2) užívaných v letech 1999–2007.